# Michael J. Lambert
Michael J. Lambert (* 17. Juli 1944) ist ein US-amerikanischer Psychotherapieforscher und Psychotherapeut und ehemaliger Präsident der Society for Psychotherapy Research. Er ist Psychologieprofessor an der Brigham Young University in Provo, Utah. Sein Forschungsschwerpunkt ist die Psychotherapie-Ergebnisforschung (engl. psychotherapy outcome research), speziell die Auswirkung von Feedback auf den Behandlungsverlauf von Psychotherapie. Mit Hilfe des von ihm entwickelten Outcome Questionnaire (OQ-45, OQ-45.2) (dt. Ergebnisfragebogen, EB-45) werden u. a. problematische Therapieverläufe (z. B. Symptomverschlechterung, Suizidalität) an den Therapeuten rückgemeldet. Auch die Auswirkung von Feedback an Patienten wird von ihm und seiner Arbeitsgruppe erforscht.
Seit 2004 ist er Herausgeber des Handbook of Psychotherapy and Behavior Change, einem Standardwerk der Psychotherapieforschung.